# كريس بيشوب
كريس بيشوب هو سياسي نيوزيلندي، ولد في 4 سبتمبر 1983 في لور هوت في نيوزيلندا. نشط حزبياً في الحزب الوطني في نيوزيلندا. وقد انتخب عضو مجلس النواب النيوزيلندي ‏ عن دائرة List MP ‏ وقد انضم خلال فترته النيابية ‏ للكتلة البرلمانية الحزب الوطني في نيوزيلندا وانتخب عضو مجلس النواب النيوزيلندي ‏ عن دائرة Hutt South ‏ وقد انضم خلال فترته النيابية ‏ للكتلة البرلمانية الحزب الوطني في نيوزيلندا.